# ピエイ心羽マフィレオ
ピエイ心羽マフィレオ（ピエイしんばマフィレオ、Piei Shinba Mafileo、1986年3月3日 - ）は、日本のラグビー選手。旧名はピエイ・マフィレオ（トンガ語: Piei Mafileo）。

## プロフィール
- トンガ出身。
- ポジションはウィング(WTB)、フルバック(FB)。
- 身長 184cm、体重 84kg
- 日本代表キャップは1（2022年3月現在）。
- 7人制日本代表に選ばれたことがある[2]。

## 略歴
トゥポ高校卒業後、2006年、日本大学に入る。
2008年11月22日に行われたリポビタンDチャレンジ2008アメリカ合衆国戦にて途中出場で日本代表初キャップを獲得した。
2014年、日本大学ラグビー部の副将を務めた。
2010年、日本大学卒業後、釜石シーウェイブスに加入。
2012年、釜石シーウェイブスを退団後、PSIコストカッツを経て、横河武蔵野アトラスターズに加入。